# Бальджувон
Бальджувон, или Бальджуан (тадж. Балҷувон, перс. بلجوان‎) — село, административный центр Бальджуванского района Таджикистана.

## История
Во времена Бухарского эмирата — столица Бальджуанского бекства, входящего в состав Куляба, подчиненного Бухаре. Население Бальджуанского бекства (главным образом — таджики) занималось скотоводством и частично земледелием.
В 1900 году Бальджуан представлял собой селение в 300 дворов с небольшой цитаделью, расположенное на высоте 2720 футов над уровнем моря, на правом берегу речки Сурхоб, впадающей южнее под именем Бальджуан-дарьи в Аму-дарью.